# Hostel Lua Cheia

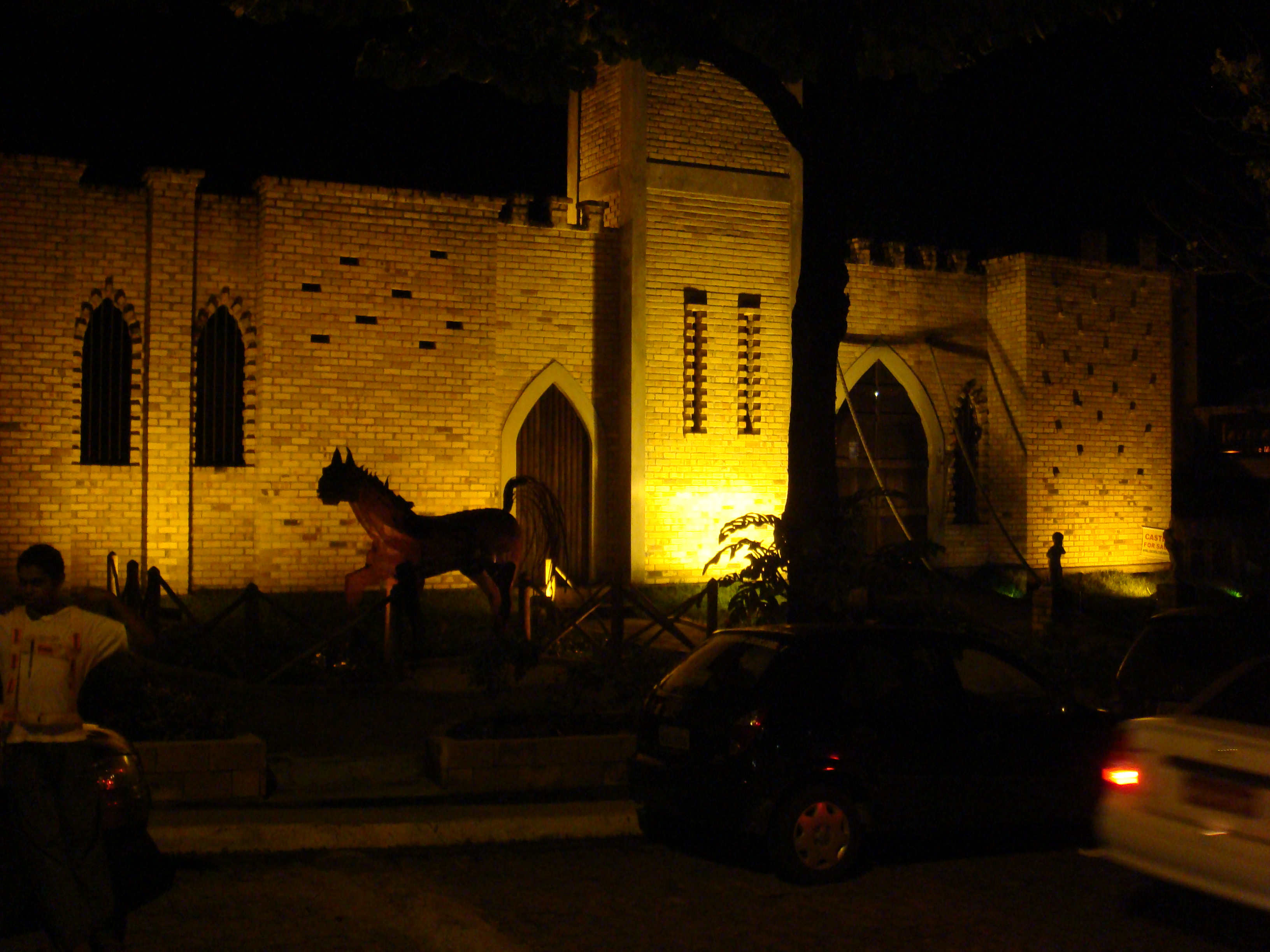
Hostel Lua Cheia.

O Hostel Albergue Lua Cheia foi um hostel/albergue localizado em Natal, Rio Grande do Norte. É um dos estabelecimentos do tipo mais famosos e conhecidos do Brasil. 
Localizado no Alto de Ponta Negra, foi amplamente famoso por funcionar em um castelo medieval, se tornando uma difundida atração turística da cidade. Foi fundado no ano de 1989 e em 1997 foi eleito pelo jornal O Estado de S. Paulo como o melhor hostel do Brasil.
O hostel fechou definitivamente em julho de 2015.